# 4517 Ralpharvey
A 4517 Ralpharvey (ideiglenes jelöléssel 1975 SV) a Naprendszer kisbolygóövében található aszteroida. Schelte J. Bus fedezte fel 1975. szeptember 30-án.